# Baby, Come Back
Baby, Come Back är en poplåt komponerad av Eddy Grant. Låten utgavs 1967 som singel av den brittiska multietniska musikgruppen The Equals, i vilken Grant var sångare. Låten var från början b-sida till " Hold Me Closer", men "Baby, Come Back" blev snart populärare än denna, allra först i Tyskland. Den kom att återutges och bli etta på singellistan i Storbritannien 1968, och blev en hit i många länder i Europa, samt Nordamerika och Australien. Låten är influerad av skamusik.
Låten har senare spelats in av Pato Banton 1994 då den åter blev en hit.
Karl Bartos från Kraftwerk gjorde en cover på låten 1992 som b-sida till Bartos solodebutsingel Crosstalk.

## Listplaceringar
| Lista (1968)   | Position               |
| -------------- | ---------------------- |
| Australien     | 11 (Go Set)            |
| Danmark        | 2 (DR "Top 20")        |
| Finland        | 31                     |
| Frankrike      | 2                      |
| Irland         | 2                      |
| Kanada         | 9 (RPM)                |
| Nederländerna  | 6                      |
| Norge          | 4 (VG-lista)           |
| Nya Zeeland    | 4 (NZ Listner)         |
| Spanien        | 7                      |
| Storbritannien | 1 (UK Singles Chart)   |
| Sverige        | 7 (Kvällstoppen)       |
| Sverige        | 5 (Tio i topp)         |
| USA            | 32 (Billboard Hot 100) |
| Västtyskland   | 11                     |